# Cordylochernes costaricensis
Cordylochernes costaricensis es una especie de arácnido del orden Pseudoscorpionida de la familia Chernetidae.

## Distribución geográfica
Se encuentra en Costa Rica y México.